# Лавинг против Вирџиније
Лавинг против Вирџиније (енгл. Loving v. Virginia) је назив судског предмета пред Врховним судом Сједињених Америчких Држава, у којем је суд прогласио неуставним законе који су криминализовали бракове између особа различитих раса. Поред Вирџиније, више од 10 америчких савезних држава је имало овакве законе. У осталим државама су бракови између особа различитих раса били легални, међутим, проблем је настајао када се брачни пар који је склопио брак у савезној држави гдје су такви бракови били легални пресели у другу савезну државу, гдје су бракови особа различитих раса били законом забрањени и кажњиви. У Вирџинији су такви бракови кажњавани затвором од једне до пет година.

## Хапшење брачног пара Лавинг
Милдред Џетер и Ричард Пери Лавинг вјенчали су се 1958. године у Вашингтону, гдје међурасни бракови никад нису били криминализовани. Након повратка у Вирџинију, ухапшени су јер је њихов брак представљао кривично дјело према Закону о расном интегритету, с обзиром да нису били исте расе. Обоје су осуђени, и понуђен им је избор да напусте Вирџинију на 25 година или да проведу годину дана у затвору. Њих двоје су отишли из Вирџиније, али су 5 година након тога започели судски процес против ове пресуде.

## Судски процес
Милдред и Ричард су прво преко адвоката Америчког савеза за грађанске слободе затражили од судије који је донио првобитну пресуду да поново размотри случај, међутим, он је опет пресудио на исти начин. У образложењу пресуде написао је:
| „ | Свемоћни Бог је створио бијелу, црну, жуту и црвену расу и ставио их на различите континенте... Чињеница да је раздвојио расе показује да није имао намјеру да се оне мијешају | ” |

### Пресуда Врховног суда
Врховни суд је једногласно пресудио да закон на основу кога су осуђени Ричард и Милдред Лавинг крши Устав Сједињених Америчких Држава. По мишљењу суда слобода „да се ступи или не ступи у брак са особом различите расе, у потпуности припада појединцима и не може бити ограничена од стране државе. Овом пресудом оборени су сви слични закони у осталим савезним државама, мада су неки остали и деценијама након пресуде, али се нису примјењивали. Последњи овакав закон је из статута избрисан у Алабами 2000. године. 